# Metadiaptomus gauthieri
Metadiaptomus gauthieri is een eenoogkreeftjessoort uit de familie van de Diaptomidae. De wetenschappelijke naam van de soort is voor het eerst geldig gepubliceerd in 1949 door Brehm.